# Canon anti-aérien de 45 mm (21-K)
Le canon antiaérien de calibre 45 mm (21-K) est un canon de lutte antiaérienne de conception soviétique adaptée du canon antichar de 45 mm M1932 (19-K) (en). C'est une copie d'un canon allemand de calibre 37 mm conçue par Rheinmetall, vendue aux Soviétiques avant l'arrivée au pouvoir d'Hitler en 1933 mais qui fut portée au calibre 45 mm pour réutiliser un stock important d'anciennes munitions de 47 mm. Le canon est utilisé par la marine soviétique pour équiper la quasi-totalité de leurs navires à partir de 1934 en tant que canon antiaérien léger principal jusqu'à son remplacement par le canon de calibre 37 mm 70-K entièrement automatique de 1942 à 1943. Il est utilisé pendant la Seconde Guerre mondiale et pendant la guerre froide alors que les Soviétiques exportent leurs navires de la Seconde Guerre mondiale à leurs alliés. Cependant, il ne s'avère pas très efficace car sa cadence de tir lente et l'absence de fusée temporisée nécessitent un coup direct pour endommager les cibles.